# Torta diplomatica
La torta diplomatica è un dolce italiano. Le fette quadrate o rettangolari di questa torta, servite come pasticcini, sono dette diplomatici.

## Etimologia e storia
Nonostante le origini poco chiare, la torta diplomatica risulta nata nel Quattrocento. Prenderebbe il nome dalla professione del diplomatico, all'epoca un mestiere tipico fra i membri dell'aristocrazia. Secondo un'altra versione, il termine deriva dall'omonima crema a volte usata per farcire il dolce, ottenuta mescolando crema pasticcera e panna montata o crema chantilly.
Come per altre antiche preparazioni di pasticceria, l'origine è incerta e rivendicata da varie regioni o città italiane; in questo caso, secondo alcune fonti, l'inventore della torta sarebbe il duca di Parma, che la preparò per donarla a Francesco Sforza. Anche la Campania rivendica le origini del dolce, che a Napoli è soprannominato "zuppetta".

## Descrizione
Esistono due varianti principali della torta diplomatica e conseguentemente dei diplomatici. La prima, a base di pasta sfoglia e di pan di Spagna, è farcita con crema diplomatica e  confettura di albicocche, e come liquore ha il maraschino. Vari sono gli abbinamenti consigliati come bevande
La seconda variante, tipica di Roma e dell'Italia centrale, è anch'essa a base di pan di Spagna e pasta sfoglia (questa preventivamente caramellata affinché l'umidità della crema non la rammollisca), ma la farcitura è di crema pasticcera e come liquore ha l'alchermes. Questo dolce è completamente ricoperto di zucchero a velo.
In Sicilia è diffusa una variante a base di ricotta.

## Alimenti simili
Il dolce ha molti elementi in comune con la millefoglie e la Napoleonka polacca.